# Ryuji Kato
Ryuji Kato (født 24. december 1969) er en tidligere japansk fodboldspiller.
Han har spillet for flere forskellige klubber i sin karriere, herunder Kashiwa Reysol og Consadole Sapporo.